# Cerkiew św. św. Kosmy i Damiana w Tyliczu

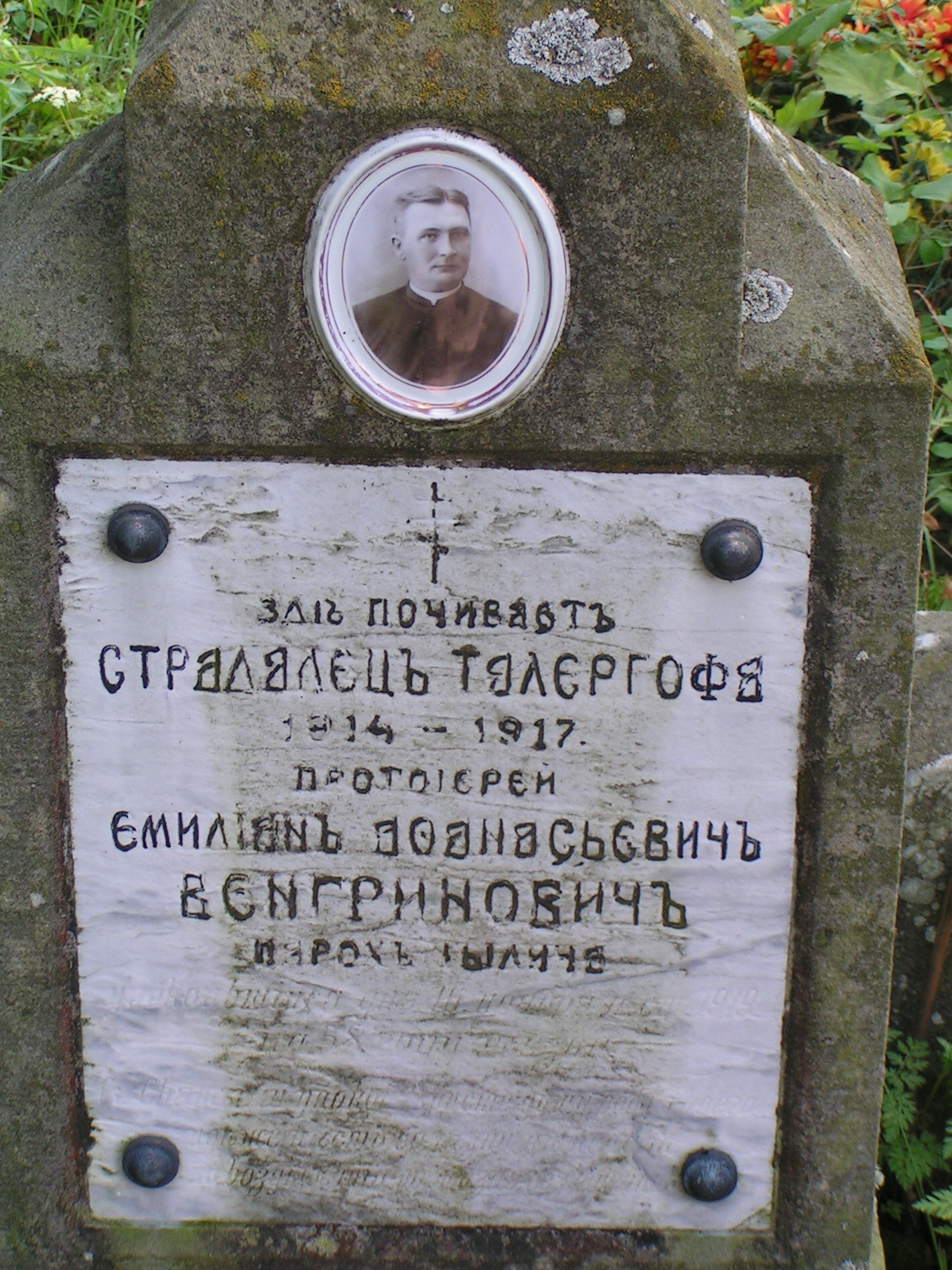
Przycerkiewny cmentarz - grób ks. Emiliana Afanasjewicza Wengrynowicza, proboszcza parafii w Tyliczu, przetrzymywanego w latach 1914-1917 w obozie Talerhof i zmarłego tamże

Cerkiew św. św. Kosmy i Damiana w Tyliczu – dawna greckokatolicka cerkiew, zbudowana w 1743, znajdująca się w Tyliczu.
Po 1947 przejęta przez kościół rzymskokatolicki. Obecnie użytkowana jako kaplica cmentarna parafii Świętych Apostołów Piotra i Pawła w Tyliczu.
Cerkiew wpisano na listę zabytków w 1964. Została włączona do małopolskiego Szlaku Architektury Drewnianej.

## Historia
Cerkiew w Tyliczu istniała już pod koniec XVI wieku. Obecnie istniejąca powstała w 1743. Jednak kształt budynku został uformowany w czasie przebudowy w 1780 (być może z tego okresu kaplice boczne i wieża). Późniejsze przekształcenia miały jeszcze miejsce w latach 1889, ok. 1930 i w 1938. W 1938 r. m.in. wykonano w cerkwi zachowaną do dziś polichromię ornamentalną i figuralną nawiązującą do jubileuszu 950-lecia chrztu Rusi.  

## Architektura i wyposażenie
Cerkiew w Tyliczu jest cerkwią łemkowską, trójdzielną. Prezbiterium zamknięte trójbocznie. W nawie i prezbiterium kopuły namiotowe. Ponad przedsionkiem (babińcem) wznosi się wieża o konstrukcji słupowo-ramowej, o ścianach pochyłych, z pozorną izbicą, z drewnianym, dwukondygnacyjnym, baniastym hełmem na wydatnej podstawie namiotowej, zwieńczonym pozorną latarnią i kutym krzyżem. Znacznie mniejsze hełmy, jednokondygnacyjne, znajdują się ponad nawą i nad prezbiterium. Po obydwu stronach nawy zlokalizowane zostały dwie kaplice boczne, niższe od niej. Podobna konstrukcja występuje jedynie w świątyni w Miliku. Nawę pokrywa dach namiotowy, zaś prezbiterium - kalenicowy, wielopołaciowy. Nad kaplicami dachy kalenicowe trójpołaciowe. Wszystkie dachy obecnie kryte blachą.
We wnętrzu polichromia. Część wykonanych w jej ramach malowideł (w tym postacie świętych Olgi i Włodzimierza) to kopie ikon z soboru św. Włodzimierza w Kijowie. Starszy jest ikonostas, powstały w XVIII wieku. W latach 80. XX wieku nieznani sprawcy wynieśli z niego część wizerunków, które zostały uzupełnione po roku 2001. Szczególną cechą ikonostasu w cerkwi w Tyliczu jest wielkość ikon patronów świątyni oraz św. Mikołaja, które, choć umiejscowione w najniższym rzędzie ikon, są znacznie wyższe niż królewskie wrota i sięgają rzędu następnego.

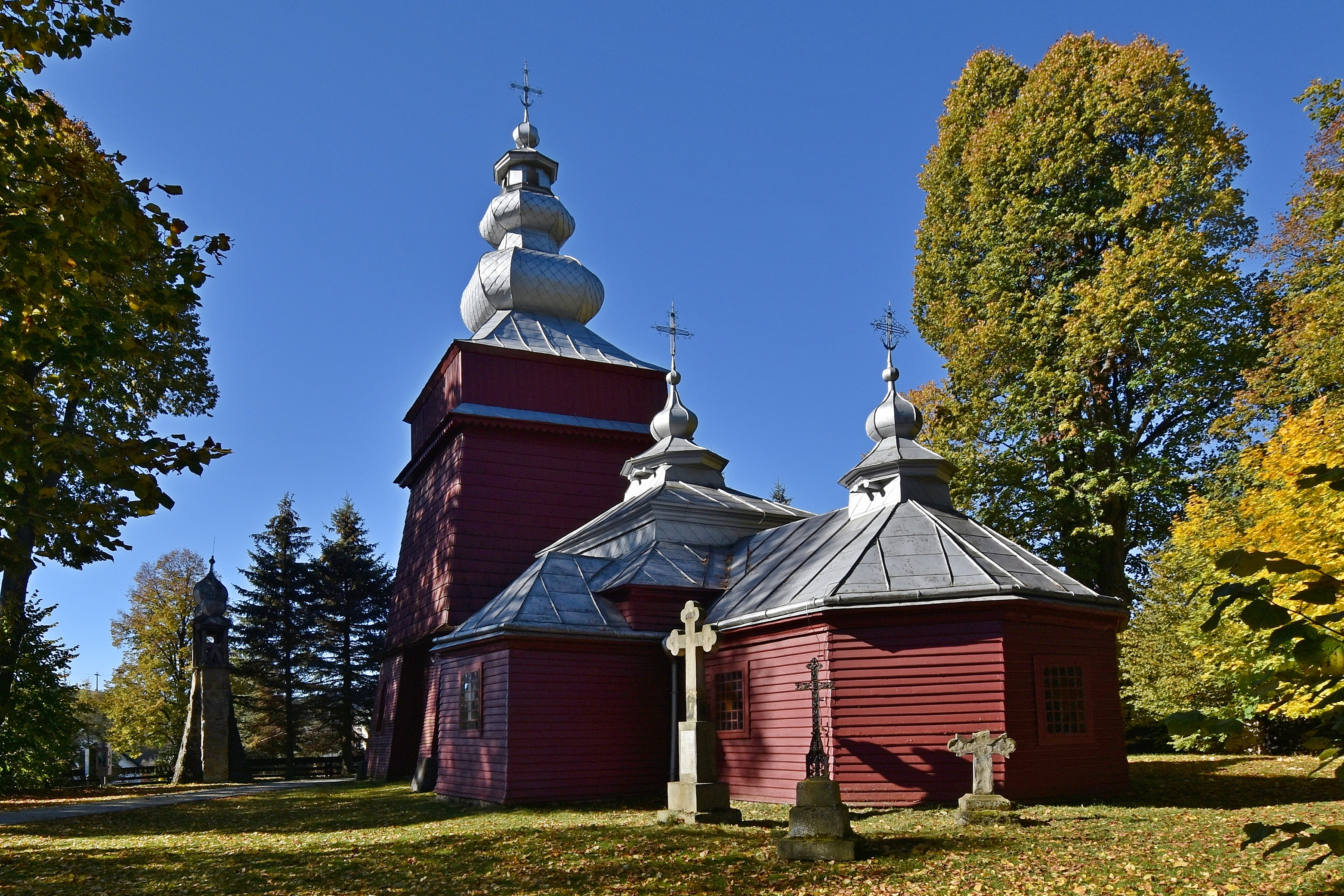
Widok od strony prezbiterium
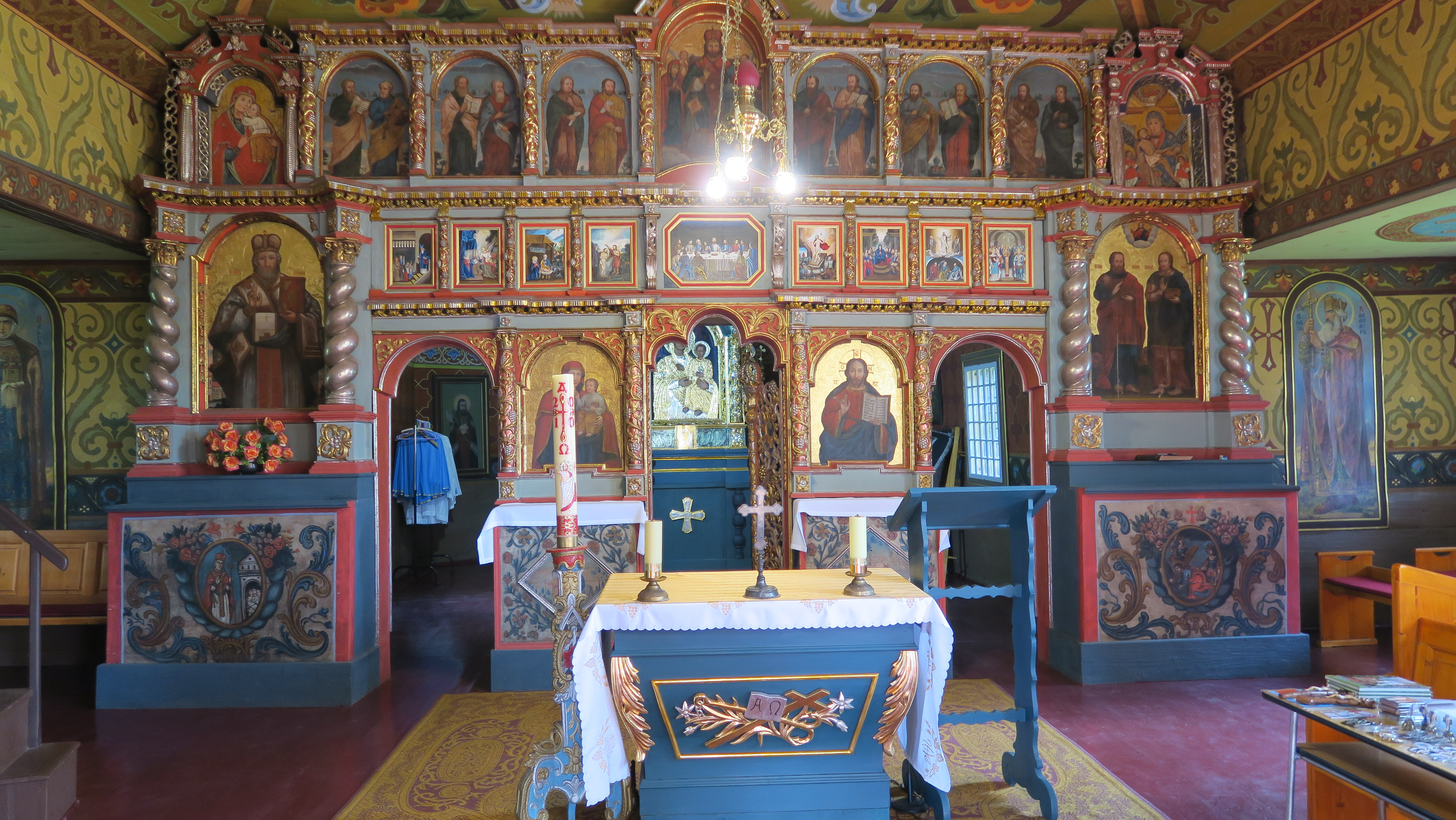
Wnętrze
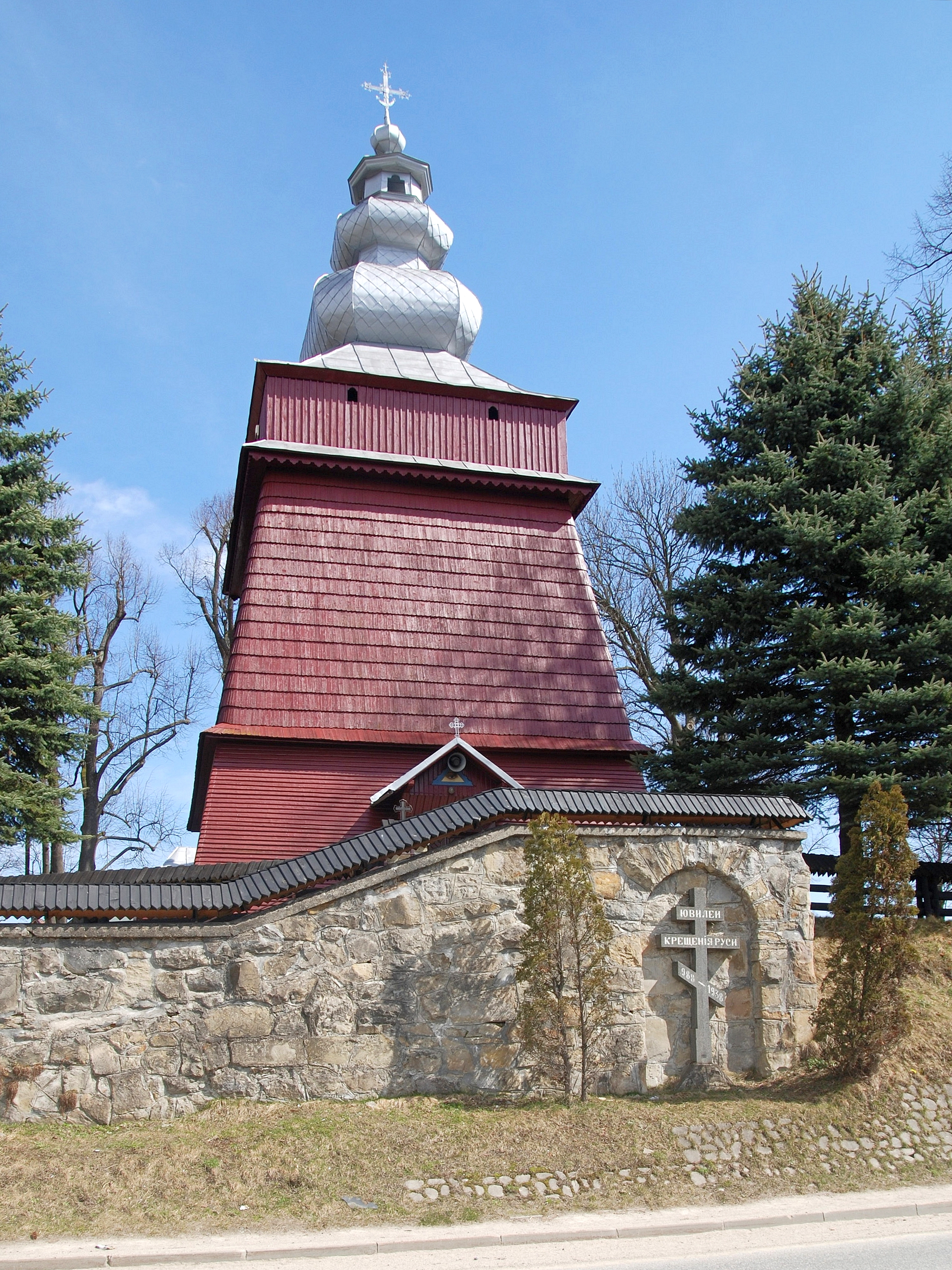
Elewacja frontowa

## Otoczenie
Wokół cerkwi znajduje się ogrodzenie, w którego obrębie znajduje się dzwonnica oraz dawny i współczesny cmentarz.